# Der Schädel der Pharaonentochter
Der Schädel der Pharaonentochter ist ein deutsches Stummfilmdrama aus dem Jahre 1920. Unter der Regie des Schauspielers Otz Tollen spielten Emil Jannings und Erna Morena die Hauptrollen.

## Handlung
Der Film hat eine pharaonische Tragödie zum Inhalt, die sich über sechs verschiedene Zeitalter erstreckt. In der ersten Episode wird das Entstehen und dramatische Ende der Liebesgeschichte zwischen der Pharaonentochter Prinzessin Amnertis und ihrem Liebsten Tirhaka erzählt bis letzterer gewaltsam zu Tode kommt. Aus diesem Drama entsteht ein Fluch, der in den folgenden Episoden über die Jahrhunderte hinweg Auswirkungen hat. Jeder Mensch, der den Schädel der längst verblichenen Pharaonentochter in den Besitz nimmt, muss gewaltsam sterben, bis zu dem Tag, an dem der Totenkopf im Meer versenkt wird. Erst in der letzten Episode gelingt es dem nunmehrigen Besitzer, den Schädel der Amnertis rechtzeitig in die hohe See zu werfen.

## Produktionsnotizen
Der Schädel der Pharaonentochter passierte die Filmzensur am 11. November 1920 und wurde am 7. Dezember 1920 uraufgeführt. Der sechsaktige Film mit einer Länge von 2118 Metern erhielt Jugendverbot.
Von Fritz Kraencke stammen die Filmbauten.

## Kritik
In Paimann’s Filmlisten ist zu lesen: „Stoff und Szenerie sehr gut. Photos und Spiel ausgezeichnet.“